# Cynoglossus durbanensis
Cynoglossus durbanensis és un peix teleosti de la família dels cinoglòssids i de l'ordre dels pleuronectiformes que es troba a les costes que van des de Kenya a KwaZulu-Natal i, també, a Zanzíbar i Madagascar.